# 贝当古
贝当古（法語發音：[bɛʁtɛ̃kuʁ]）是法国上法蘭西大區加来海峡省的一个市镇，属于阿拉斯区。

## 地理
贝当古（50°5'8"N, 2°58'49"E）面积7.58 平方千米，位于法国上法蘭西大區加来海峡省，该省份为法国北部沿海省份，西北濒北海，南至索姆省，东临北部省。
与贝当古接壤的市镇（或旧市镇、城区）包括：韦吕、吕约尔库尔、伊特尔、巴拉斯特尔、博梅莱康布雷、比斯、阿普兰库尔、埃尔米。

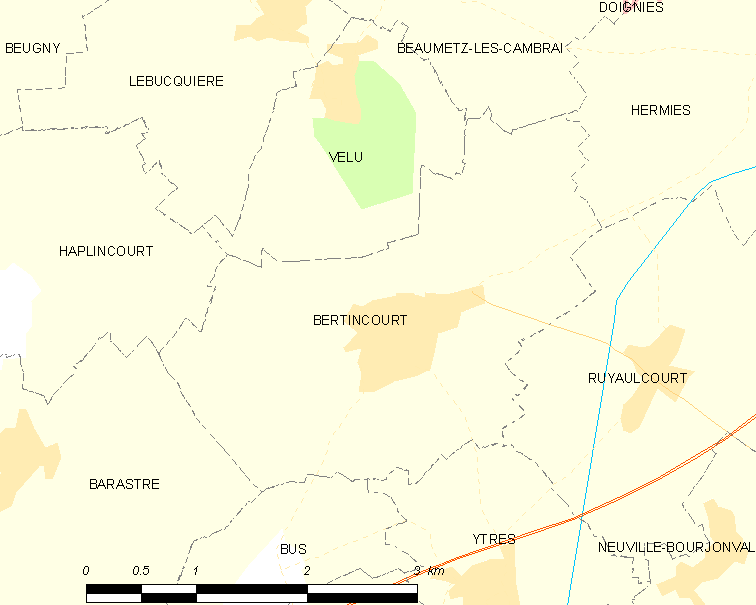
贝当古的OSM定位图

贝当古的时区为UTC+01:00、UTC+02:00（夏令时）。

## 行政
贝当古的邮政编码为62124，INSEE市镇编码为62117。

## 政治
贝当古所属的省级选区为巴波姆县。

## 人口

1962-2008年间贝当古人口变化图示

贝当古于2022年1月1日时的人口数量为918人。